# 1916 au théâtre
| Années du théâtre : 1913 - 1914 - 1915 - 1916 - 1917 - 1918 - 1919    |
| Décennies du théâtre : 1880 - 1890 - 1900 - 1910 - 1920 - 1930 - 1940 |

Cet article présente les faits marquants de l'année 1916 au théâtre.

## Pièces de théâtre représentées
- 3 décembre : Faisons un rêve de Sacha Guitry, création Théâtre des Bouffes-Parisiens
- 17 décembre : Jean de La Fontaine de Sacha Guitry, création Théâtre des Bouffes-Parisiens, avec Sacha Guitry et Yvonne Printemps

## Naissances
- 11 janvier : Bernard Blier, acteur français († 29 mars 1989).
- 7 septembre : Robert Bloch, dit Robert Manuel, acteur et metteur en scène français, sociétaire honoraire de la Comédie-Française († 8 décembre 1995).